# Harrisia portoricensis
Harrisia portoricensis är en kaktusväxtart som beskrevs av Nathaniel Lord Britton. Harrisia portoricensis ingår i släktet Harrisia och familjen kaktusväxter. Inga underarter finns listade i Catalogue of Life.

## Bildgalleri

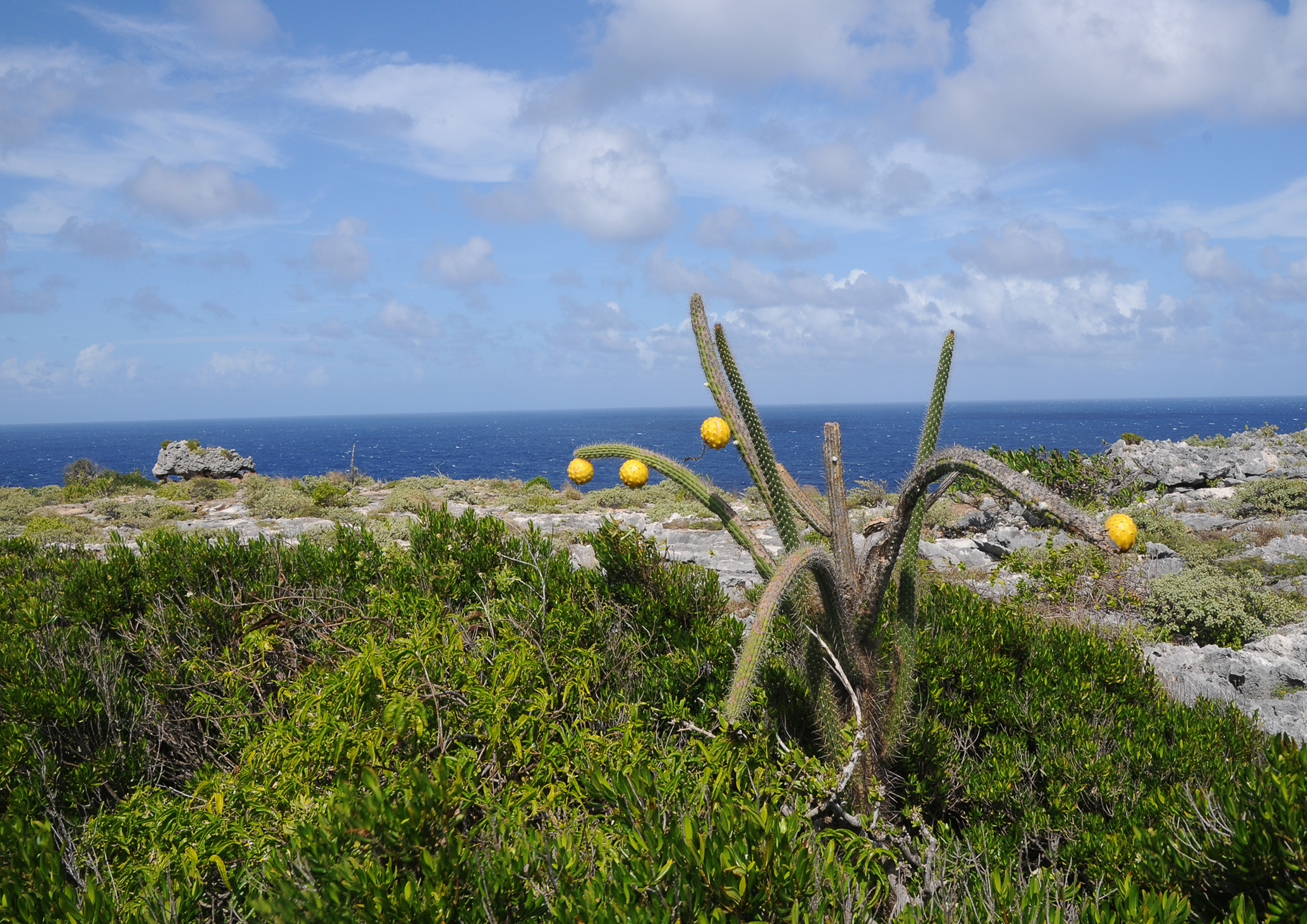
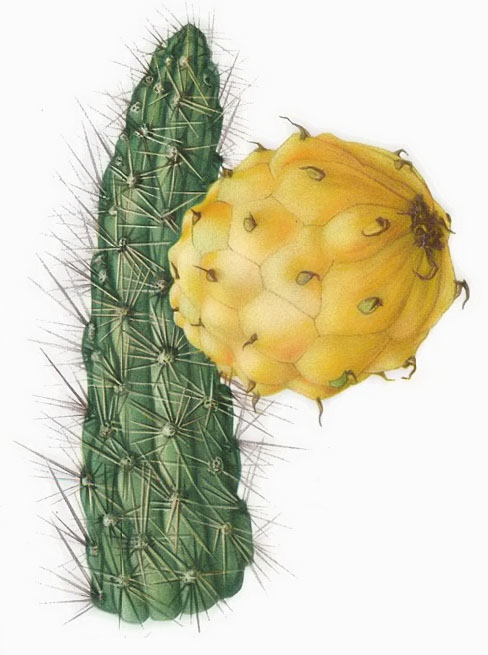